# Список правителей Элама
Список правителей Элама с ранних времён до империи Ахеменидов. Датировки по «средней хронологии» (см. илл.).

## Старое эламское царство

### Ранние эламские цари (около 2700 — 2600 до н. э.)
1. неизвестный по имени царь Элама (около 2700 до н. э.), современник Эн-Мебарагеси, царя Киша[1].
2. Хумбан-Хапуа I (вероятно тождественен Хумбабе[2]) (около 2680 до н. э.), современник Гильгамеша, царя Урука.
3. Хумбан-Шутур (или Хумбастир[2]) (точные даты правления неизвестны).
4. Кудур-Куку-Мал[2]

### Аванская династия (около 2600—2078 до н. э.)
(См.)
Первые три царя Авана были также царями Междуречья.
1. неизвестный по имени царь Авана (около 2580 до н. э.), современный последнему царю первой династии Урука[1]
2. ...Лу (точные даты правления неизвестны)
3. Кур-Ишшак (36 лет около 2550 до н. э.), современный Лугаль-анне-мунду, царю Адаба и Ур-Нанше, царю Лагаша
4. Пели (около 2500 до н. э.)
5. Тата I (точные даты правления неизвестны)
6. Уккутанхиш (точные даты правления неизвестны)
7. Хишуташ (точные даты правления неизвестны)
8. Шушунтарана (точные даты правления неизвестны)
9. Напилхуш (точные даты правления неизвестны)
10. Киккусиветемпти (точные даты правления неизвестны)
11. Хишепратеп I (точные даты правления неизвестны)
12. Луххишшан (до 2325 до н. э.), сын Хишепратепа I
13. Хишепратеп II (2325-после 2311 до н. э.), сын Луххишшана
14. Имахсени (около XXIV век до н. э.)[4]
15. Хелу (около XXIV век до н. э.)
16. Хита, современник царя Аккада Нарам-Сина
17. Шинпихишхук[5] (точные даты правления неизвестны)
18. Кутик-Иншушинак (около 2190 до н. э.)[5] (современный царю Ура, Ур-Намму), сын Шинпихишхука
19. неизвестный по имени царь Авана (?), до 2078 до н. э., когда Сузы были покорены армиями Ура)

### Династия Хамази (около 2530 — 2030 до н. э.)
(См.)
1. Хатаниш (7 лет приблизительно около 2530 до н. э.)[7]
2. неизвестные по имени цари
3. Зизи (точные даты правления неизвестны)
4. Ур-адад (точные даты правления неизвестны)
5. Лу-Нанна (точные даты правления неизвестны)
6. Ур-ишкур (до 2041 — после 2037 до н. э.)
7. Варад-наннар (после 2037 до н. э.)

### Царство Шерихум (около 2400 — 2300 до н. э.)
(См.)
1. […]хи (примерно до 2371 до н. э.)
2. […]ру (около 2316 до н. э.)
3. неизвестный по имени царь Шерихума (до 2305 до н. э.). Также был царём Аншана

### Династия Аншана (около 2350 — 1970 до н. э.)
(См.)
1. неизвестный по имени царь Аншана (до 2305 до н. э.), царь Шерихума и Аншана. Он был побеждён и отправлен в Аккад.
2. Шалабум[9] (до 2068 — до 2064 до н. э.). Взял в жёны дочь Шульги, царя Ура.
3. Либум[9] (после 2064 до н. э.), вёл несколько войн против Ура.
4. неизвестный по имени царь Аншана (около 2041—2037 до н. э.). Взял в жены дочь Шу-Суэна, царя Ура.
5. неизвестный по имени царь Аншана (до 2017 до н. э.). Взял в жены дочь Ибби-Суэна, царя Ура.
6. Кутир-Наххунте (около 2006 до н. э.) завоевал Ур в союзе с Хитран-Темти, царём Симашки. Перенёс статую Наннара из Ура в Аншан[5].
7. неизвестный по имени царь Аншана, прод. Шуилишу, царь Исина вернул статую Наннара в Исин.
8. Эпарти II (прод. Иддин-Даган царь Исина) (Суккалмах и царь Аншана и Суз). Взял в жёны дочь Иддин-Дагана, царя Исина в 1973 до н. э.[10].

### Царство Тукриш (около 2350 — 2250 до н. э.)
1. Ауталуммаш[11] (около 2350 до н. э.)
2. Иммашкуш (после 2292 до н. э.)[12]
3. Киклипаталиш (после 2292 до н. э.)[12]

### Царство Хухнур (около 2350 — 2000 до н. э.)
(См.)
1. Зина (около 2325 до н. э.)
2. неизвестный по имени царь Хухнура (около 2100 до н. э.)
3. неизвестный по имени царь Хухнура (до 2041 до н. э.)
4. Симхузия (от 2041 до н. э.)
5. неизвестный по имени царь Хухнура (до 2017 до н. э.)

### Царство Дер (около 2350 — 646 до н. э.)
1. неизвестный по имени царь Дера (до около 2350 до н. э.)
2. Урсин (после 2050 до н. э.)
3. Ниднуша (после 2006 до н. э.)
4. Анум-муттаби (около 1932 — около 1928 до н. э.)
5. Манана (около 1886 — около 1881 до н. э.)
6. Накимум (точные даты правления неизвестны)
7. Суму-иамутбала (около 1855 до н. э.)
8. Маниум (около 1849 до н. э.)
9. Темти-Шилхак (точные даты правления неизвестны)
10. Кудурмабуг (около 1828—1818 до н. э.)
11. Рим-Син (1818 — после 1763 до н. э.)
12. Ясуб-Яхад
13. Рим-Син II (до 1741—1736 до н. э.)
14. Лакти-Шиху (около 1110 до н. э.)
15. неизвестный по имени царь Дера (до 819 до н. э.)
16. Тандая (около 668 до н. э.)
17. Таммариту (648/9 — 647 до н. э.), брат Уртак-Иншушинака, царя Элама

### Династия Симашки (около 2100 — 1928 до н. э.)
(См.)
1. неизвестный по имени царь Симашки, современник и вассал Кутик-Иншушинака, царя Авана
2. Гирнамме I[14] (точные даты правления неизвестны)
3. Тазитта I (точные даты правления неизвестны)
4. Эпарти I (точные даты правления неизвестны)
5. Тазитта II (точные даты правления неизвестны)
6. Гирнамме II (около 2033)
7. Ларак-Луххнан (до 2028 — до 2022)
8. Тан-Рухуратир I (точные даты правления неизвестны)
9. Киндатту (точные даты правления неизвестны), сын Тан-Рухуратира I
10. Хутран-темпти (около 2006), завоеватель Ура[15]
11. Пепи[5] (точные даты правления неизвестны)
12. Индатту-Иншушинак I (Идатту I) (прод. Шу-Илишу царь Исина и Билалама царь Эшнунны), сын Пепи
13. Тан-Рухуратир II (прод. Иддин-Даган царь Исина), сын Индатту-Иншушинака I
14. Индатту-Иншушинак II (Идатту II) (более 3 лет, точные даты правления неизвестны), сын Тан-Рухуратира II
15. Индатту-напир (точные даты правления неизвестны)
16. Индатту-темпти (до 1928? до н. э.)

### Династия Эпартидов (около 1970 — 1500 до н. э.)
(См.)
1. Эпарти II (прод. Иддин-Даган, царь Исина) (Суккалмах и царь Аншана и Суз). Женился на дочери Иддин-Дагана, царя Исина в 1973 году до н. э.[10]
2. Шилхаха (точные даты правления неизвестны) (Суккалмах), сын Эпарти II
3. Палар-Ишшан (до 1928? года до н. э.) (Суккалмах) (точные даты правления неизвестны) сын (Рухушак)[17] Шилхаха
4. Кук-Санит
5. Атта-хушу (?1928 — после 1894 года до н. э.) (Пастырь народа Суз), сын Шилхаха
6. Тетеп-Мада (после около 1890 года до н. э.) (Пастырь народа Суз)
7. Кук-Кирваш (точные даты правления неизвестны) (Суккалмах, Суккал из Элама, Суккал из Симашки, Суккал из Суз), сын Лан-Куку и племянник Палар-Ишшана
8. Тем-Санит (точные даты правления неизвестны), сын Кук-Кирваша
9. Кук-Наххунте (точные даты правления неизвестны), сын Кук-Кирваша
10. Кук-Нашур I (точные даты правления неизвестны)
11. Ширукдух (прод. Шамши-Адад I, царь Ассирии) (Суккалмах), сын Кук-Нашура I
12. Шимут-Варташ I (точные даты правления неизвестны)
13. Сивепалар-хухпак (около 1765 года до н. э.) (Суккалмах), сын Ширукдуха
14. Кудузулуш I (точные даты правления неизвестны), сын Ширукдуха
15. Кутир-Наххунте I (точные даты правления неизвестны) (Суккалмах), сын Кудузулуша I
16. Атта-Мерра-Халки (точные даты правления неизвестны)
17. Тата II (точные даты правления неизвестны) брат Атта-Мерра-Халки
18. Лила-Ирташ (точные даты правления неизвестны), сын Кудузулуша I
19. Темти-Агун (точные даты правления неизвестны) (Суккалмах), сын Кутир-Наххунте I
20. Кутир-Шилхаха (точные даты правления неизвестны) (Суккалмах), сын Темти-Агуна
21. Кук-Нашур II (около 1646 года до н. э.) (Суккалмах и Суккал из Симашки и Суз), сын Кутир-Шилхаха
22. Темти-Рапташ (точные даты правления неизвестны), сын Кутир-Шилхаха
23. Шимут-Варташ II (точные даты правления неизвестны), сын Кутир-Шилхаха
24. Ширтух (точные даты правления неизвестны), сын Кук-Нашура II
25. Кудузулуш II (точные даты правления неизвестны) (Суккалмах), сын Шимут-Варташа II
26. Тан-Ули (точные даты правления неизвестны) (Суккалмах)
27. Темти-Халки (точные даты правления неизвестны) (Суккалмах из Элама и Симашки), сын Тан-Ули
28. Кук-Нашур III (точные даты правления неизвестны) (Суккалмах), сын Тан-Ули
29. Кутик-Матлат[1] (около 1500 года до н. э.), сын Тан-Ули

## Среднее эламское царство

### Династия Кидинуидов (около 1500 — 1400 до н. э.)
(См.)
1. Кидину (XV век до н. э.) Царь Аншана и Суз
2. Иншушинак-Сункир-Наппирир (точные даты правления неизвестны) Царь Аншана и Суз
3. Тан-Рухуратир III (XV век до н. э.) Царь Аншана и Суз
4. Шалла Царь Аншана и Суз
5. Темти-Ахар (прод. Кадашман-Энлиль I касситский царь Вавилона) Царь Аншана и Суз

### Династия Игехалкидов (около 1400 — 1210 до н. э.)
(См.)
1. Атахалки (точные даты правления неизвестны)
2. Аттар-Киттах I (точные даты правления неизвестны), сын Атахалки
3. Игехалки (около 1350—1330 до н. э.; точные даты правления неизвестны)
4. Пахир-ишшан I (1330—1310 до. н. э. (противостоял Куригальзу I, касситскому царю Вавилона, сын Игехалки
5. Китен-Хутран I (точные даты правления неизвестны), сын Пахир-ишшана I[18]
6. Аттар-Киттах II (около 1310—1300 до н. э.; точные даты правления неизвестны), сын Игехалки
7. Хумбан-нумена I (противостоял Бурна-Буриашу II, касситскому царю Вавилона, сын Аттар-Киттаха II
8. Унташ-Напириша (точные даты правления неизвестны) или Унташ-Хумбан, сын Хумбан-нумены I
9. Китен-Хутран II (точные даты правления неизвестны), сын Унташ-Напириша[18]
10. Унташ-Напириша (точные даты правления неизвестны) или Хумбан-Унташ, сын Китен-Хутрана II[18]
11. Пахир-ишшан II (точные даты правления неизвестны)
12. Унпатар-Напириша (точные даты правления неизвестны) или Унпатар-Хумбан, сын Пахир-ишшана II
13. Китен-Хутран III (около 1235—1210 до н. э.; противостоял Эллиль-надин-шуми и Адад-шум-иддин, касситским царям Вавилона[10], сын сын Пахир-ишшана II

### Династия Шутрукидов (около 1210 – 970 до н.э.)
(См.)
1. Халлутуш-Иншушинак (около 1205 — 1185 до н. э.)
2. Шутрук-Наххунте I (около 1185 — 1155 до н. э.)
3. Кутир-Наххунте III (около 1155 — 1150 до н.э.)
4. Шилхак-Иншушинак (около 1150 — 1120 до н.э.)
5. Хутелутуш-Иншушинак (около 1120 — 1110 до н.э.)
6. Шилхина-хамру-Лагамар (после 1110 года до н.э.)
7. Хумбан-Нимена II (начало XI века до н.э.)
8. Шутрук-Наххунте II (начало XI века до н.э.)
9. Акшир-Шимут (точные даты правления неизвестны)
10. Акшир-Наххунте (точные даты правления неизвестны)
11. Кара-Индаш (точные даты правления неизвестны)
12. Мар-бити-апла-усур (до 983 — после 978 года до н.э.) [19]

## Новое эламское царство

### Гумбано-Тахридская (новоэламская) династия(около 830–521 до н. э.)
(См.)
1. Неизвестный царь Элама (около 821 года до н.э., прод. Шамши-Адад V, царь Ассирии)
2. Халлушу-Иншушинак I (более 15 лет; точные даты правления неизвестны)
3. Хумбан-тах-рах (до 742 года до н. э.)
4. Хумбан-никаш (742–717), сын Хумбан-Тахраха I
5. Шутрук-Наххунте II (717–699), сын (Рухушак) царя Хумбан-Никаша I
6. Халлутуш-Иншушинак II (699 — октябрь 693 года до н. э.), брат Шутур-Наххунте I
7. Кутир-Наххунте IV (oct. 693 — июль 692 года до н. э.), сын Халлушу-Иншушинака II
8. Хумбан-Нимена III (July 692 — февраль 688 года до н. э.), сын Халлушу-Иншушинака II
9. Шутур-Наххунте II ? (с февраля 688 года до н. э.), сын Хумбан-Нимена III
10. Хумбан-Халташ I (до октября 681 года до н. э.)
11. Хумбан-Халташ II (октябрь 681 — сентябрь 675 года до н. э.), сын Хумбан-Халташа I
12. Уртак-Иншушинак (сентябрь 675 — 663 года до н. э.), брат Хумбан-Халташа II
13. Темти-Хумбан-Иншушинак I (663 — сентябрь 653 года до н. э.), брат Уртак-Иншушинака
14. Хумбан-Никаш II (сентябрь 653 — 651 года до н. э.), сын Уртак-Иншушинака
15. Таммариту (652–649 & 647), сын Хумбан-Никаша, сын Хумбан-Халташа I
16. Хумбан-Халташ III (после июля 648–645/4 года до н. э.)
17. Хумбан-Никаш III (647), сын Атта-Мерра-Халки
18. Умхулума (647)
19. Индатту-Иншушинак III (647 — после осени 646 года до н. э.)
20. Хумбан-Хапуа II (647)
21. Шутур-Наххунте III (после осени 646 года до н. э.), сын Индатту-Иншушинака III
22. Хумбан-Китин (точные даты правления неизвестны), сын Шутур-Наххунте III
23. Хумбан-Тахрах II (точные даты правления неизвестны)
24. Халлуташ-Иншушинак (точные даты правления неизвестны), сын Хумбан-Тахраха II
25. Уммануну (точные даты правления неизвестны)
26. Шилхак-Иншушинак II (точные даты правления неизвестны), сын Уммануну
27. Темти-Хумбан-Иншушинак II (до 550 года до н. э.), сын Шилхак-Иншушинака II
28. Халкаташ (с примерно 549/8 года до н. э.)
29. Ассина (октябрь — 10 декабря 522 года до н. э.), сын Упадрама
30. Хумбан-Никаш IV или Уммануну II (Умманиш) (декабрь 522 — февраль 521 года до н. э.)

### Царство Хидалу (около 660 года до н. э. — VI века до н. э.)
1. Шутрук-Наххунте (до 653 до н.э.)
2. Таммариту (после сентября 653 — после 652 до н.э.), сын Уртаки, царя Элама
3. Курлуш (точные даты правления неизвестны)
4. Кидин-Хутран (ранее VI века до н. э.)

### Царство Раши (около 660 — 640 годов до н. э.)
1. Индабиби (до 649 — после июля 648 до н. э.), также Великий царь Элама
2. Имбапи (до 647 — осень 646 до н. э.) муж сестры Хумбан-Халташа III, царя Элама
3. Па’э (осень 646 — после 645/4 до н. э.), также Великий царь Элама

### Царство Айяпир (околоVII века до н. э.)
1. Таххи-хи (точные даты правления неизвестны)
2. Ханне (продолж. с царём Элама Шутур-Наххунте III), сын Таххи-хи
3. Зашехши (точные даты правления неизвестны), сын Ханне

### Царство Гисати (околоVII века до н. э.—519 года до н. э.)
1. Шати-Хупити (конец VII века до н. э.)
2. Хумбан-Шутурук (начало VI века до н. э.), сын Шати-Хупити
3. Хутран-Темти (середина VI века до н. э.)
4. Атта-хамити-Иншушинак (до 520/19 до н. э.), сын Хутрана-Темти

### Царство Замин (околоVII—VI веков до н. э.)
1. Бахури I (позднее VII века до н. э.)[21]
2. Бахури II (ранее VI века до н. э.)[22]

### Царство Самати (околоVI века до н. э.)
1. Дабала[23]
2. Ампириш[23], сын Дабала
3. Анни-Шилха[23], сын Дабала
4. Унзикиллик[24], сын Анни-Шилха
5. Зиттияш[25]
6. Унсак[26], сын Зиттияша

### Царство Зари (околоVI века до н. э.)
1. Аппалая[27]